# 春完斎北信
春完斎 北信（しゅんかんさい ほくしん、生没年不詳）とは、江戸時代の大坂の浮世絵師。

## 来歴
春梅斎北英の門人。大坂の人で春完斎、春完亭、春光斎、北信と号す。天保3年（1832年）に役者絵を描いている。

## 作品
- 「滝夜叉・中村歌六」　大判錦絵2枚続の内　※天保3年閏11月、大坂中の芝居『相馬太郎莩文談』より。春松斎北寿との合作、「北英門人春光斎北信画」の落款あり